# HMS Ben-my-Chree
La HMS Ben-my-Chree è stata un traghetto dell'Isola di Man acquistito in servizio dalla Royal Navy britannica nel corso della prima guerra mondiale per essere utilizzato come nave appoggio idrovolanti. Costruita nei cantieri Vickers di Barrow-in-Furness per un costo totalie di 112.000 sterline, venne impostata nel 1907, varata il 23 marzo 1908 ed entrò quindi in servizio con la Isle of Man Steam Packet Company.

## Costruzione
Nell'ordine, è stata la terza nave ad essere battezzata con questo nome. Tra le navi a vapore dell'epoca, ottenne il record di velocità di traversata tra Liverpool e Douglas al di sotto delle tre ore. La HMS Ben-my-Chree svolse un ruolo storico nella storia dell'aviazione britannica in quanto, il 12 agosto 1915, servì come piattaforma galleggiante per il primo attacco con siluri lanciati da aerei trasportati da una nave. Aveva una velocità media di 24,2 nodi, ma durante le prove a mare raggiunse perfino 24,6 nodi, una velocità piuttosto notevole per una nave, anche al giorno d'oggi. La nave era in grado di trasportare fino a 2549 passeggeri con un equipaggio di 119 persone. Le sue macchine raggiungevano il consumo di 95 tonnellate di carbone al giorno, cosa che la rese una nave troppo costosa da gestire in quanto era necessario che viaggiasse sempre con il massimo numero di passeggeri a bordo, per poter coprire le spese.

## Servizio
Subito dopo il varo, avvenuto il 23 marzo 1908, la compagnia armatrice fu costretta a tenere ferma la nave per un periodo di circa nove mesi. Fu così che, infine, il 1º gennaio 1915, allo scoppio della prima guerra mondiale, la nave venne volentieri noleggiata a tempo alla Royal Navy. Nei cantieri Cammell Laird di Birkenhead la HMS Ben-my-Chree fu adattata per il trasporto di idrovolanti. Fu rimossa parte delle sovrastrutture a poppavia della seconda ciminiera e venne costruito un hangar. La nave poteva ospitare sei idrovolanti che venivano calati in mare utilizzando i bighi di bordo. A prua, la nave aveva anche una piattaforma di 18 metri di lunghezza per l'eventuale decollo direttamente dal bordo. La nave venne anche armata di cannoni in due fasi successive. Inizialmente, la nave venne utilizzata per qualche azione bellica al largo delle coste inglesi con esiti abbastanza discutibili. Verso la fine di maggio 1915, alla nave venne ordinato di dirigersi in missione ai Dardanelli, dove giunse il 12 giugno seguente. Nella zona i suoi velivoli vennero principalmente impiegati nel bombardamento delle posizioni di artiglieria navale costiera.
Il Colonnello F.H. Sykes, allora comandante del Royal Naval Air Service, ordinò che gli idrovolanti venissero impiegati per un'intensa campagna fotografica aerea della zona. Le fotografie scattate, permisero ad uno degli idrovolanti di effettuare, il 12 agosto 1915, il primo attacco con l'impiego di siluri lanciati dall'aria. Un siluro colpì una nave nemica turca che, già colpita anche da un sommergibile inglese, esplose dopo essersi spiaggiata. A questa, seguirono altre azioni di combattimento tra le quali si ricorda l'attacco ad una nave nemica da 5100 tonnellate il 19 agosto 1915 e la partecipazione, il 2 settembre 1915, al salvataggio di alcune truppe australiane dalla HMT Southland, silurata al largo dell'isola di Lemnos.
Al termine della cosiddetta campagna di Gallipoli (odierna Gelibolu), la nave venne trasferita a Port Said. In data 11 febbraio 1916 la Ben-my-Chree subì una seria collisione con la nave Uganda, con gravi danni che furono riparati solo temporaneamente. Le riparazioni definitive furono effettuate in bacino dal 13 marzo al 26 aprile 1916. Nei mesi successivi la nave operò nella zona tra Porto Said e Aden, fornendo gli idrovolanti per il bombardamento di Al Arish e per ricognizioni aeree su Jaffa e Ramleh. Il 9 gennaio 1917 la nave fece scalo nel porto di Castelrosso (odierna Kastellòrizo), un'isola del Mediterraneo orientale che si era ribellata ai turchi e che dal 1915 al 1921 è stata sotto la sovranità francese, prima di essere annessa all'Italia. La nave doveva scaricare alcuni rifornimenti per la guarnigione francese di stanza a Castelrosso e, con l'occasione, alcuni dei suoi velivoli avrebbero fatto delle brevi ricognizioni delle vicine postazioni turche, partendo dall'apparentemente tranquilla baia dell'isola.
La nave ignorava totalmente di essere esposta al tiro di una batteria costiera turca, dalla dirimpettaia cittadina di Antifilo (odierna Kaş), a circa 2 miglia di distanza. L'11 gennaio 1917 la batteria turca aprì il fuoco sulla nave, centrando subito il suo deposito combustibili da cui si scatenò un violento incendio. Anche l'apparato di governo della nave fu colpito, rendendo così impossibile muovere la nave per sottrarsi al raggio di azione della batteria turca. Tutto l'equipaggio si salvò facilmente raggiungendo la vicinissima banchina con le scialuppe di salvataggio. L'attacco turco continuò, comunque, per almeno cinque ore fino a quando, ormai completamente bruciata, la nave affondò nelle basse acque della baia di Castelrosso, in prossimità della località Pèra Merià sulla destra dell'entrata del porto. La carcassa della nave rimase affiorante nel porto di Castelrosso fino al 1920, quando una nave di salvataggio di nome Vallette venne chiamata per rimuoverla. Il relitto fu rimorchiato fino al porto del Pireo, dove fu ispezionato dettagliatamente arrivando alla conclusione che ogni riparazione era ormai impossibile. Tre anni dopo, nel 1923, la nave fu rimorchiata in un cantiere di demolizione a Venezia, dove fu definitivamente smantellata.